# 巴莫鱷屬

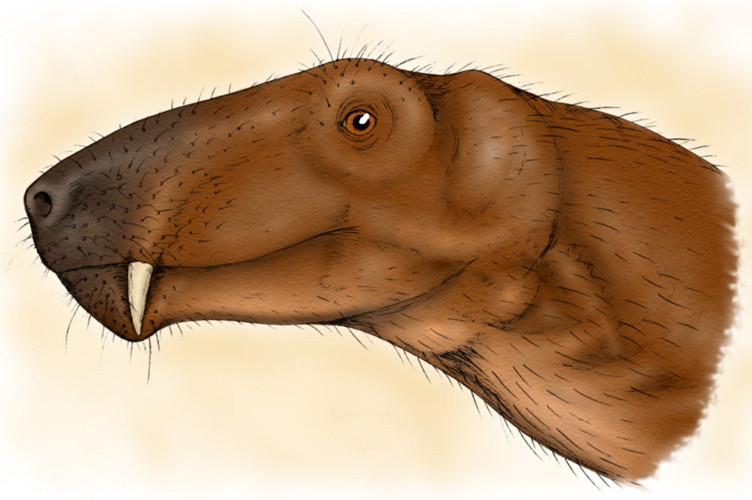
巴莫鱷的頭部

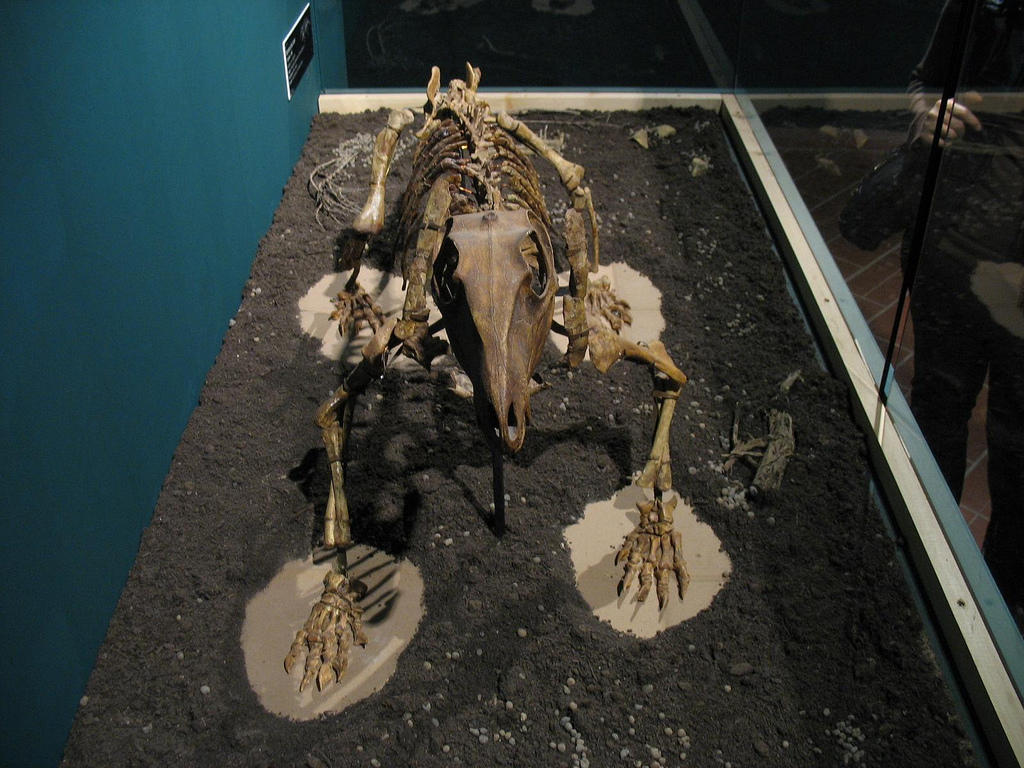
巴莫鱷的骨架模型

巴莫鱷屬（學名：Biarmosuchus）是種早期獸孔目動物，生存二疊紀晚期的俄羅斯彼爾姆州，約2億6700萬年前。巴莫鱷的化石發現於河相砂岩層，該沉積層是由河流沖刷年輕的烏拉山脈而成。巴莫鱷具有修長的四肢，是最原始的似哺乳爬行動物之一。眼睛後方有大型洞孔，與其它原始似哺乳爬行動物的小型洞孔不同，因此巴莫鱷的咬合力可能較小，但僅止於理論上的推測。巴莫鱷的身長可達2到2.5公尺。
巴莫鱷的上頜有8顆小型門齒，以及6顆犬齒，其中5顆較小。巴莫鱷的上頜計有14顆牙齒，下頜有12顆較小的牙齒。

## 外部連結
- Biarmosuchidae （页面存档备份，存于）
- Anatomy
- Systematic Palaeontology[永久]
- Biarmosuchus, Gondwana Studios （页面存档备份，存于）